# بطولة قطر المفتوحة للسيدات

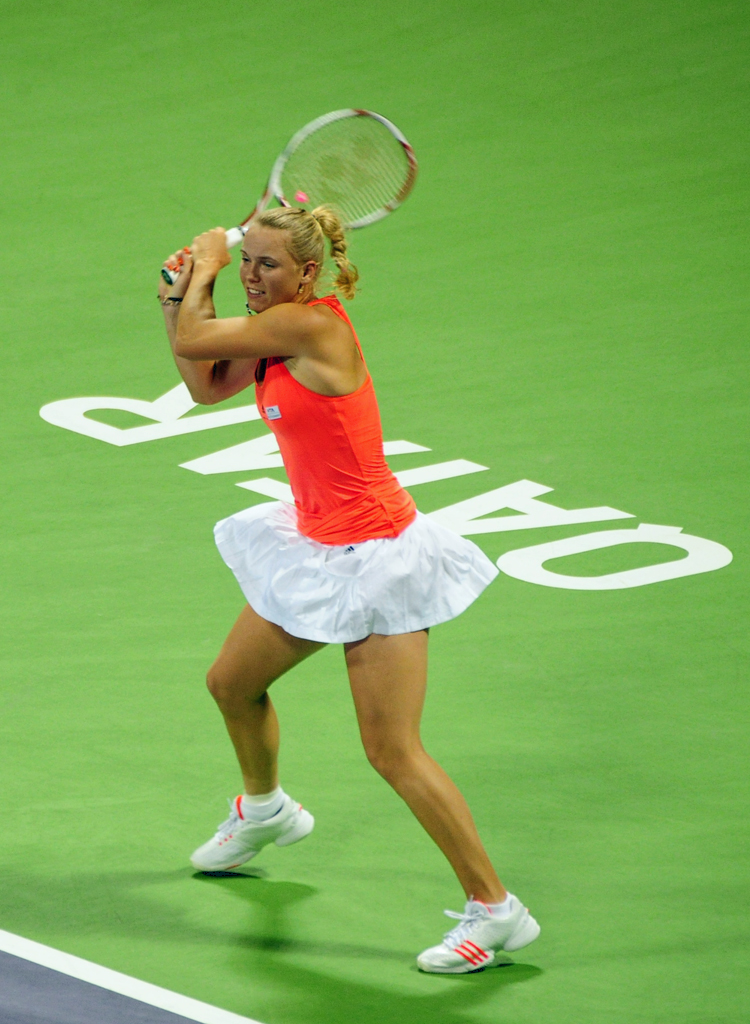
كارولين فوزنياكي. الدوحة، 26 فبراير 2011

بطولة قطر المفتوحة للسيدات، والمعروفة باسم قطر توتال المفتوحة للتنس لأسباب الرعاية، هي بطولة كرة مضرب تقام في الدوحة، قطر. بدأ هذا الحدث ضمن بطولات رابطة اللاعبات المحترفات لكرة المضرب منذ عام 2001، أصبحت البطولة ضمن بطولات الفئة الأولى في عام 2008.

## تاريخ البطولة
بدأ تنظيم البطولة عام 2001 كبطولة ضمن الفئة الثالثة وبجائزة مقدارها 170 الف دولار . في عام 2004 ارتفع تصنيف البطولة للفئة الثانية بسبب رفع قيمة الجائزة لـ 600 الف دولار، وفي عام 2007 ارتفت الجائزة لـ 1,340,000 دولار .

في عام 2008 أصبحت البطولة ضمن بطولات الفئة الأولى وارتفعت الجائزة لتصل لـ 2,500,000 دولار، توقفت البطولة في عامي 2009 و 2010 

أقيمت البطولة في عام 2011 ضمن بطولات البريمير - المسمى الجديد- وبجائزة مقدارها 721,000 دولار، عام 2012 وبعد نجاح البطولة في عامها السابق ارتفع تصنيف البطولة لفئة البريمير 5 .

## النهائيات السابقة

### الفردي
| السنة             | البطل             | الوصيف             | النتيجة          |
| ----------------- | ----------------- | ------------------ | ---------------- |
| ↓ الفئة الثالثة ↓ |                   |                    |                  |
| 2001              | مارتينا هينجيز    | ساندرين تستود      | 6–3, 6–2         |
| 2002              | مونيكا سيليش      | تامارين تاناسوجارن | 7–6(6), 6–3      |
| 2003              | أناستازيا ميسكينا | ايلينا ليخوفتسيفا  | 6–3, 6–1         |
| ↓ الفئة الثانية ↓ |                   |                    |                  |
| 2004              | أناستازيا ميسكينا | سفتلانا كوزنتسوفا  | 4–6, 6–4, 6–4    |
| 2005              | ماريا شارابوفا    | اليسيا موليك       | 4–6, 6–1, 6–4    |
| 2006              | ناديا بتروفا      | إميلي موريسمو      | 6–3, 7–5         |
| 2007              | جوستين هينين      | سفتلانا كوزنتسوفا  | 6–4, 6–2         |
| ↓ الفئة الأولى ↓  |                   |                    |                  |
| 2008              | ماريا شارابوفا    | فيرا زفوناريفا     | 6–1, 2–6, 6–0    |
| 2009-2010         | لم تقام           | لم تقام            | لم تقام          |
| ↓ فئة البريمير ↓  |                   |                    |                  |
| 2011              | فيرا زفوناريفا    | كارولين فوزنياكي   | 6–4, 6–4         |
| ↓ فئة البريمير5 ↓ |                   |                    |                  |
| 2012              | فيكتوريا ازارينكا | سمانثا ستوسور      | 6–1, 6–2         |
| 2013              | فيكتوريا ازارينكا | سيرينا ويليامز     | 7–6(6), 2–6, 6–3 |

### الزوجي
| السنة             | البطل                                  | الوصيف                             | النتيجة             |
| ----------------- | -------------------------------------- | ---------------------------------- | ------------------- |
| ↓ الفئة الثالثة ↓ |                                        |                                    |                     |
| 2001              | ساندرين تستود ربيرتا فينسي             | كريستي بوجيرت ميريام أوريمانس      | 7–5, 7–6            |
| 2002              | جانيت هوساروفا أرانتشا سانتشيث فيكاريو | ألكسندرا فوزي كارولين فيس          | 6–3, 6–3            |
| 2003              | جانيت لي وين براكوسيا                  | ماريا فينتو كابتشي أنجيليك ويدجاجا | 6–1, 6–3            |
| ↓ الفئة الثانية ↓ |                                        |                                    |                     |
| 2004              | سفتلانا كوزنتسوفا ايلينا ليخوفتسيفا    | جانيت هوساروفا كونتشيتا مارتينث    | 7–6, 6–2            |
| 2005              | فرانسيسكا شيافوني اليسيا موليك         | كارا بلاك ليزل هوبر                | 6–3, 6–4            |
| 2006              | دانيلا هانتشوفا أي سوجياما             | لي تينغ (تنس) صن تيانتيان          | 6–4, 6–4            |
| 2007              | مارتينا هينجيز ماريا كيريلينكو         | أجنيس سافاي فلاديميرا أوهليروفا    | 6–1, 6–1            |
| ↓ الفئة الأولى ↓  |                                        |                                    |                     |
| 2008              | كفيتا بيشكه ريناي ستابس                | كارا بلاك ليزل هوبر                | 6–1, 5–7, [10–7]    |
| 2009-2010         | لم تقام                                | لم تقام                            | لم تقام             |
| ↓ فئة البريمير ↓  |                                        |                                    |                     |
| 2011              | كفيتا بيشكه كاترينا سريبوتنيك          | ليزل هوبر ناديا بتروفا             | 7–5, 6–7(2), [10–8] |
| ↓ فئة البريمير5 ↓ |                                        |                                    |                     |
| 2012              | ليزل هوبر ليزا ريموند                  | راكيل كوبس جونز أبيغيل سبيرز       | 6–3, 6–1            |
| 2013              | ساره إيراني روبيرتا فينسي              | ناديا بتروفا كاترينا سريبوتنيك     | 2–6, 6–3, [10–6]    |

## روابط خارجية
- بطولة قطر المفتوحة للسيدات على موقع رابطة محترفات التنس (الإنجليزية)